# LANE
L A N E (Love And Noise Experiment) est un groupe de rock français, originaire d'Angers, en Maine-et-Loire. Le groupe est actif de 2018 à 2021.

## Biographie
L A N E (Love And Noise Experiment) est né sur les cendres de deux groupes angevins, Les Thugs d'un côté, groupe de punk noise connu internationalement durant les années 90 et Daria, plus confidentiel, actif de 2001 à 2016, dans un registre musical similaire, que l'on peut qualifier de punk-rock.
Le groupe est constitué des frères Sourice, Pierre-Yves (basse) et Éric (guitare et chant), anciens membres des Thugs ; des frères Belin, Étienne (guitare) et Camille (batterie), anciens membres de Daria ; et enfin de Félix Sourice (guitare), le fils de Pierre-Yves.
Le groupe sort son premier EP, Teaching Not To Pray, en juin 2018. Le premier album, A Shiny Day, sort quant à lui en mars 2019 et est suivi d'une tournée en France. A Shiny Day est classé à la huitième place des meilleurs albums français de l'année par le mensuel Guitar Part . Il termine également à la huitième position du classement des albums les plus diffusés par la fédération des radios associatives pour l'année 2019.
Le second album du groupe, Pictures of a Century, sort le 19 juin 2020,,.
Après une année perturbée par la crise de la COVID 19, le groupe cesse ses activités en décembre 2021, pendant l'enregistrement de son nouvel album. Un ultime album, Where Things Were, contenant ces sessions studio inachevées, est publié en 2023. Félix Sourice fonde par la suite le groupe Fragile, et Pierre-Yves Sourice rejoint Daria, reformé peu après par les frères Belin.

## Discographie
- 2018 : Teaching not to Pray (EP, Nineteen Something)
- 2019 : A Shiny Day (album, Nineteen Something)
- 2020 : Pictures of a Century (album, Vicious Circle)
- 2023 : Where Things Were (album, Koowood)

## Membres
- Éric Sourice - guitare, chant
- Pierre-Yves Sourice - basse
- Félix Sourice - guitare
- Étienne Belin - guitare
- Camille Belin - batterie